# Choeteprosopa cyaneiventris
Choeteprosopa cyaneiventris là một loài ruồi trong họ Tachinidae.